# Pelophryne lighti
Pelophryne lighti es una especie de anfibios de la familia Bufonidae.
Es endémica de the Filipinas.
Su hábitat natural incluye bosques secos tropicales o subtropicales, montanos secos, ríos permanentes e intermitentes, manantiales de agua dulce y zonas previamente boscosas ahora muy degradadas.
Está amenazada de extinción.